# Luis Fernando Ribas Carli
Luis Fernando Ribas Carli (Guarapuava, 9 de outubro de 1949) é um empresário e político brasileiro.
Ribas Carli já foi prefeito de Guarapuava três vezes, deputado federal e estadual e Chefe da Casa Civil do Paraná no governo Jaime Lerner.

## Biografia
Filho de Ivo Carli e Iná Ribas Carli , formado em farmácia bioquímica, pela Universidade Federal do Paraná, e casado com Ana Rita Slaviero Guimarães Carli.
É pai do ex-deputado estadual Bernardo Ribas Carli, falecido em acidente aéreo, e também do ex-deputado estadual Fernando Ribas Carli Filho, que renunciou ao mandato de deputado, após se envolver em um acidente de trânsito em que dois jovens morreram.

## Operação Capistrum
Em dezembro de 2015 o Tribunal Regional Eleitoral do Paraná, juntamente com o Grupo de Atuação Especial de Repressão ao Crime Organizado, iniciou uma investigação contra o ex-prefeito por irregularidades e crimes eleitorais durante o período de campanha em 2013. A investigação recebeu o nome de Operação Capistrum.